# Rafał Matwiejczuk
Rafał Jacek Matwiejczuk (ur. 18 grudnia 1973 w Opolu) – polski ekonomista, specjalizujący się w logistyce i marketingu; nauczyciel akademicki związany z uczelniami w Opolu.

## Życiorys
Urodził się w 1973 w Opolu, gdzie ukończył szkołę podstawową oraz średnią. Po pomyślnie zdanym egzaminie maturalnym podjął studia ekonomiczne na Politechnice Opolskiej, które ukończył w 1997, zdobywając dyplom magistra inżyniera. Następnie podjął pracę w Zakładzie, a potem Katedrze Nauk o Zarządzaniu, działającej przy Instytucie Zarządzania PO. Jednocześnie rozpoczął studia doktoranckie na Wydziale Ekonomicznym Uniwersytetu Opolskiego, które ukończył w 2003 uzyskując stopień naukowy doktora nauk ekonomicznych na podstawie pracy pt. Wpływ zarządzania marketingowo-logistycznego na efektywność procesów tworzenia wartości, napisanej pod kierunkiem prof. Piotra Blaika. Wraz z nowym tytułem naukowym otrzymał stanowisko adiunkta na swoim macierzystym instytucie oraz kierownictwo w Katedrze Marketingu i Logistyki, które sprawował do 2005. W latach 2005–2008 pełnił funkcję prodziekana do spraw organizacyjnych Wydziału Zarządzania i Inżynierii Produkcji PO. 
W 2008 przeniósł się na Uniwersytet Opolski, zostając adiunktem w Katedrze Logistyki i Marketingu UO. Ponadto wykłada w Wyższej Szkole Zarządzania i Administracji w Opolu.
W 2015 uzyskał Rada Wydział Zarządzania Uniwersytetu Ekonomicznego w Katowicach nadała mu stopień naukowy doktora habilitowanego nauk ekonomicznych w zakresie nauk o zarządzaniu na podstawie rozprawy nt. Kompetencje logistyki w tworzeniu przewagi konkurencyjnej przedsiębiorstwa. Od 2016 pracuje jako profesor nadzwyczajny w Zakładzie Logistyki i Marketingu (od 2019 Katedra Logistyki i Marketingu w Instytucie Nauk o Zarządzaniu i Jakości UO) na Wydziale Ekonomicznym Uniwersytetu Opolskiego. W 2019 objął funkcję prorektora ds. Rozwoju i Finansów Uniwersytetu Opolskiego.

## Dorobek naukowy i odznaczenia
Jego zainteresowania naukowe koncentrują się wokół czterech głównych problemów badawczych takich jak: kompetencje logistyki i zarządzania łańcuchem dostaw, logistyczne determinanty zarządzania przedsiębiorstwem, logistyczno-marketingowe procesy tworzenia wartości oraz logistyka i marketing, a współczesne koncepcje tworzenia wartości. Do jego ważniejszych publikacji należą:
- Przesłanki i przejawy integracji logistyki i marketingu, Opole 2002, współautor.
- Integracja marketingu i logistyki – wybrane problemy, Opole 2005, współautor.
- Zarządzanie marketingowo-logistyczne. Wartość i efektywność, współautor, Warszawa 2006.
- Logistyczny łańcuch tworzenia wartości, współautor, Opole 2008.

Za swoją działalność naukową, dydaktyczną i organizacyjną otrzymał nagrody rektora Politechniki Opolskiej oraz Brązowy Krzyż Zasługi.